# Cerkiew Przeniesienia Relikwii św. Mikołaja w Moczarach
Cerkiew Przeniesienia Relikwii św. Mikołaja w Moczarach – dawna cerkiew greckokatolicka, wzniesiona w 1919 w Moczarach.
Obiekt wpisano do rejestru zabytków w 1986.

## Historia
Cerkiew zbudowano w 1919 (niektóre źródła podają 1903) na miejscu poprzedniej z 1754. W latach 1945–51 wieś była w granicach ZSRR. Po 1951 używana jako magazyn przez greckich emigrantów uległa dewastacji, później opuszczona.  W 1991 przejęta i po gruntownym remoncie w 1992, użytkowana jako rzymskokatolicki kościół filialny pod wezwaniem Niepokalanego Serca NMP parafii w Jasieniu-Ustrzykach Dolnych.

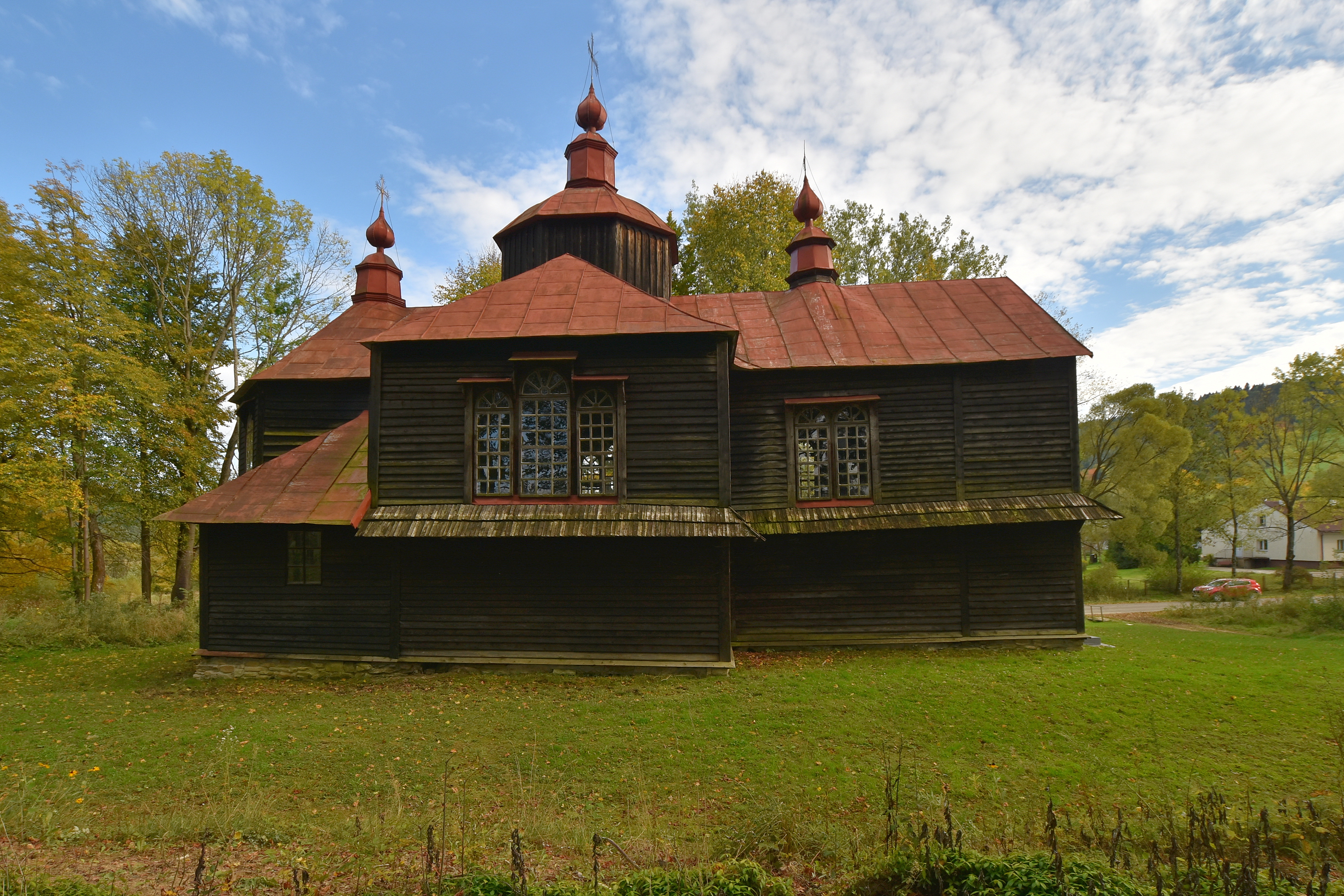
Elewacja boczna
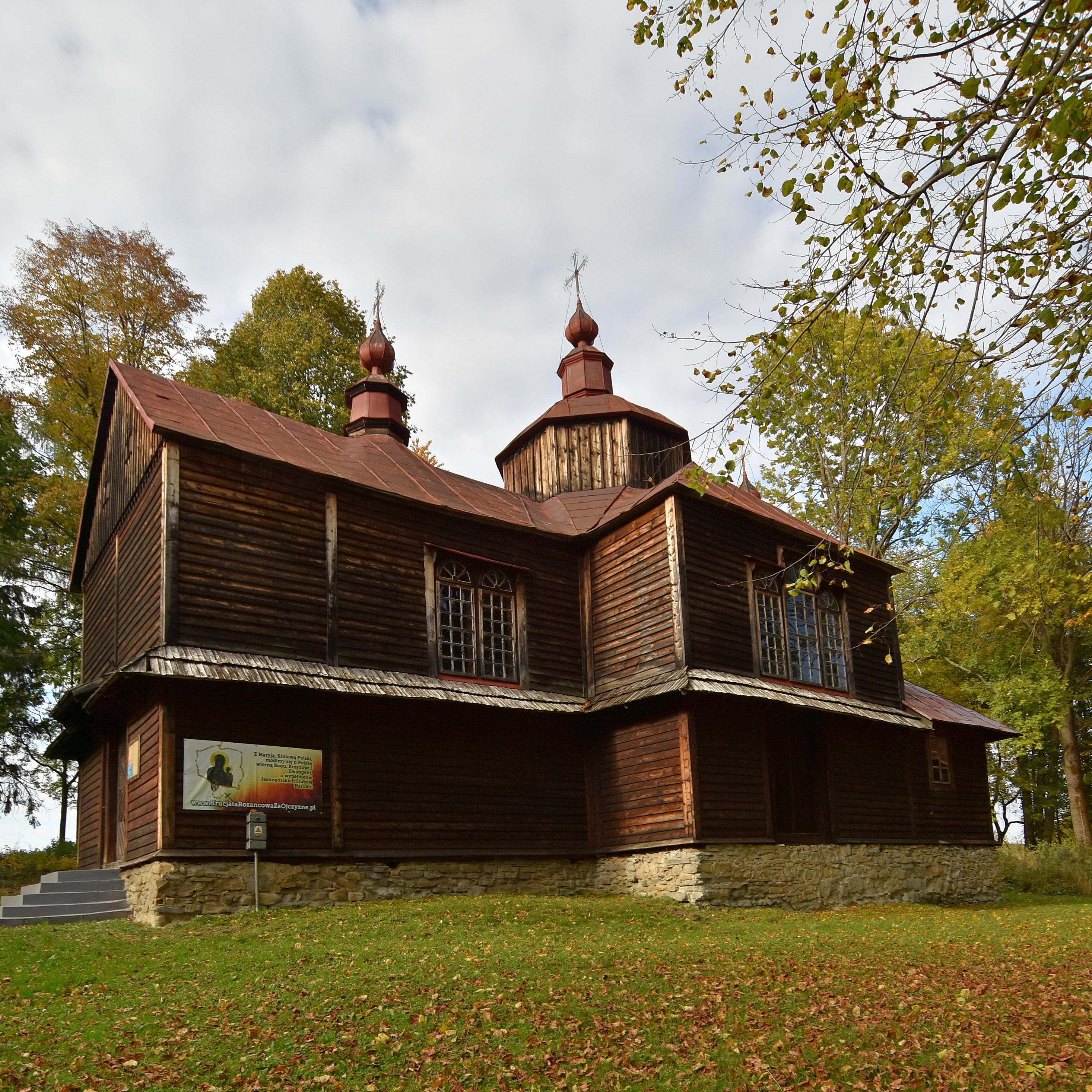
Elewacja boczna
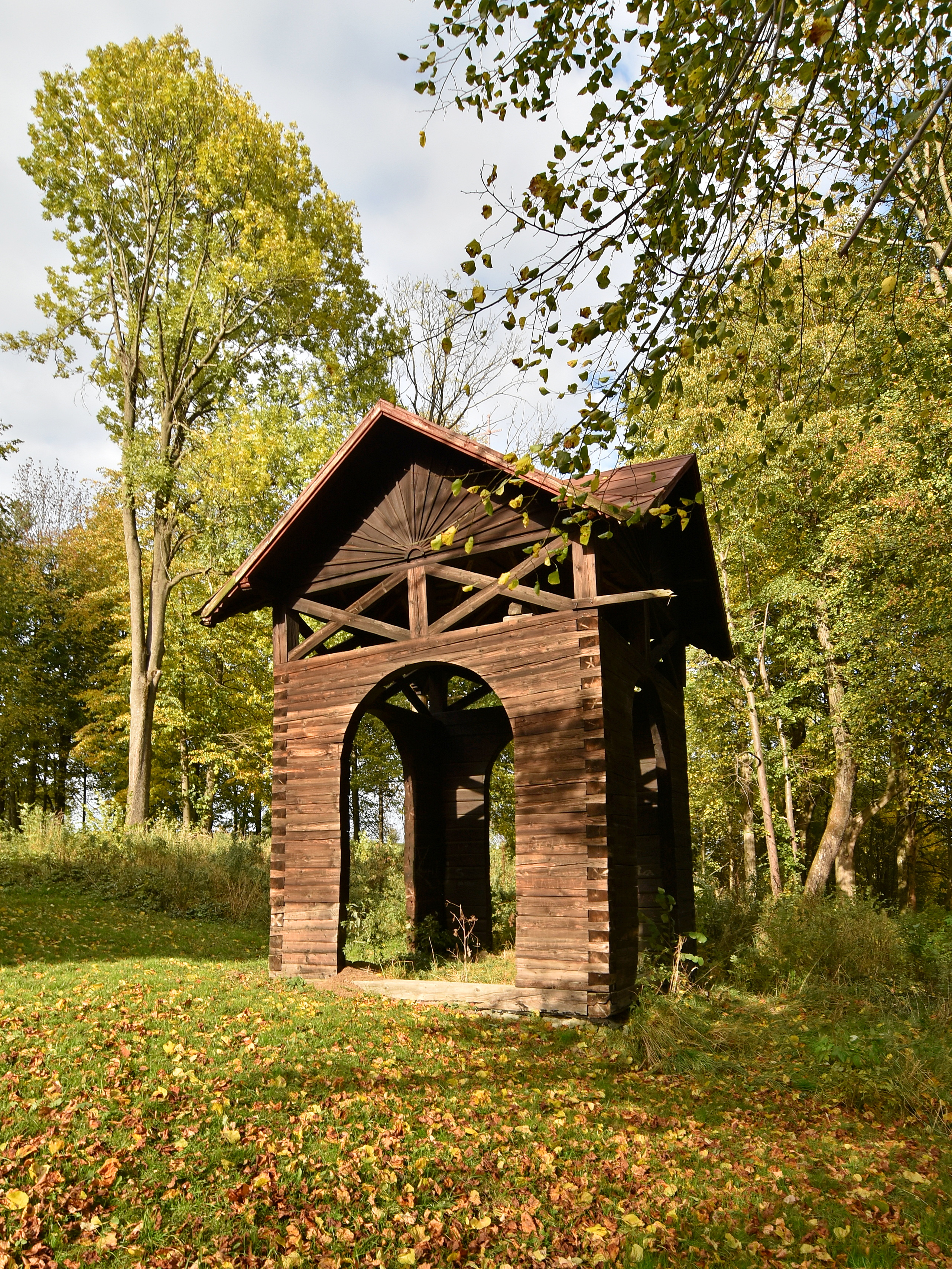
Dzwonnica

## Architektura i wyposażenie
Jest to budowla drewniana, konstrukcji zrębowej, na planie krzyża łacińskiego, orientowana. Trójdzielna z prezbiterium zamkniętym trójbocznie i parą zakrystii po bokach i nawą z transeptem. Dachy dwuspadowe. Nad nawą kopuła osadzona na ośmiobocznym bębnie z wieżyczką na sygnaturkę. Identyczna wieżyczka nad sanktuarium. Ściany oszalowane. Cerkiew kryta czerwoną blachą. Wokół pod oknami gontowy daszek okapowy.
Wewnątrz sufity z fasetami, ażurowy parapet chóru muzycznego. Wnętrze pozbawione oryginalnego wyposażenia z nielicznymi sprzętami współczesnymi. 

## Otoczenie
Obok cerkwi znajduje się duża drewniana ażurowa dzwonnica z okresu budowy świątyni. Konstrukcji zrębowo-słupowej, na planie kwadratu, z motywem słońca w ozdobach szczytów dachowych.